# Pistolet Webley M1904
Webley M1904 – pierwszy pistolet samopowtarzalny skonstruowany w zakładach Webley & Scott.

## Historia
W 1898 roku Hugh Gabbet-Fairfax zaproponował firmie Webley&Scott rozpoczęcie produkcji skonstruowanego przez siebie pistoletu samopowtarzalnego. Propozycja została odrzucona (na zamówienie konstruktora wyprodukowano tylko kilkadziesiąt pistoletów Mars), ale stała się impulsem do rozpoczęcia prac nad pistoletami samopowtarzalnymi.
W 1904 roku Webley&Scott rozpoczął produkcję seryjną pistoletu oznaczonego jako M1904. Wszystkie późniejsze pistolety firmy Webley&Scott były rozwinięciem tej konstrukcji.
Pistolet M1904 miał skomplikowaną konstrukcję. Jego części były dokładnie pasowane co powodowało, że w przypadku zanieczyszczenia częste były zacięcia.

## Opis
Webley M1904 był bronią samopowtarzalną. Zasada działania oparta na krótkim odrzucie lufy. Zamek ryglowany przez obniżenie. Płaska sprężyna powrotna umieszczona pod prawą okładką chwytu. Mechanizm uderzeniowy kurkowy, bez samonapinania.
M1904 był zasilany ze wymiennego, jednorzędowego magazynka pudełkowego o pojemności 7 naboi.
Lufa gwintowana, posiadała siedem bruzd prawoskrętnych.
Przyrządy celownicze mechaniczne, stałe (muszka i szczerbinka).